# Dřevohryzy
Dřevohryzy (německy Zeberheisch) jsou zaniklá vesnice, část města Toužim v okrese Karlovy Vary v Karlovarském kraji. Nachází se asi devět kilometrů jižně od Toužimi. Dřevohryzy jsou také název katastrálního území o rozloze 3,82 km².

## Historie
První písemná zmínka o vesnici pochází z roku 1233. V roce 1922 došlo k rozdělení obce Dřevohryzy na Dřevohryzy a Hermansdorf (Heřmanov).

## Obyvatelstvo
| Rok            | 1869 | 1880 | 1890 | 1900 | 1910 | 1921 | 1930 | 1950 | 1961 | 1970 | 1980 | 1991 | 2001 | 2011 | 2021 |
| -------------- | ---- | ---- | ---- | ---- | ---- | ---- | ---- | ---- | ---- | ---- | ---- | ---- | ---- | ---- | ---- |
| Počet obyvatel | 157  | 145  | 142  | 152  | 138  | 154  | 159  | 62   | 16   | 0    | 0    | 0    | 0    | 0    | 0    |
| Počet domů     | 25   | 27   | 27   | 27   | 28   | 26   | 28   | 17   | 17   | 0    | 0    | 0    | 0    | 0    | 0    |

## Obecní správa
Při sčítání lidu v letech 1869–1950 Dřevohryzy byly samostatnou obcí, se kterým patřily nejprve do okresu Teplá, ale v roce 1950 v okrese Toužim. V letech 1961–1974 byly částí obce Dobrá Voda v okrese Karlovy Vary. Od 1. ledna 1975 do 31. prosince 1975 byly častí obce Kosmová v okrese Karlovy Vary. Od 1. ledna 1976 jsou částí města Toužim v okrese Karlovy Vary. V letech 1850–1929 k obci patřil Heřmanov.

## Významní rodáci
V Dřevohryzech se v roce 1756 narodil česko-německý astronom a vědec Alois Martin David.